# Danilo Petrović
Danilo Petrović (Belgrado, 24 gennaio 1992) è un tennista serbo.
La sua migliore classifica mondiale è stato il 137º posto raggiunto il 19 ottobre 2020, mentre in doppio è stato 205º il 28 maggio 2018. Ha debuttato nella squadra serba di Coppa Davis nel 2018 vincendo il doppio in coppia con Nikola Milojević nella sfida contro l'India. Il suo miglior risultato nel circuito maggiore è stata la semifinale al Forte Village Sardegna Open 2020, persa contro Marco Cecchinato.

## Statistiche

### Tornei Challenger

#### Singolare

##### Titoli (2)
| No. | Data              | Torneo                      | Superficie  | Avversario in finale  | Punteggio           |
| 1.  | 12 maggio 2019    | Jerusalem Open, Gerusalemme | Cemento     | Filip Peliwo          | 7–6(3), 6(8)–7, 6–1 |
| 2.  | 22 settembre 2019 | Sibiu Open, Sibiu           | Terra rossa | Christopher O'Connell | 6-4, 6-2            |

#### Doppio

##### Titoli (2)
| Numero | Data           | Torneo                                            | Superficie  | Compagno       | Avversari in finale            | Punteggio           |
| 1.     | 14 agosto 2016 | ZS-Sports China International Challenger, Qingdao | Terra rossa | Tak Khunn Wang | Gong Maoxin Zhang Ze           | 6–2, 4–6, [10–5]    |
| 2.     | 5 maggio 2018  | Puerto Vallarta Open, Puerto Vallarta             | Cemento     | Ante Pavić     | Benjamin Lock Fernando Romboli | 6(2)–7, 6–4, [10–5] |